# Парламентские выборы в Джибути (2003)
Парламентские выборы в Джибути проводились 10 января 2003 года. Это стали первые выборы, в которых число политических партий не было ограничено четырьмя. Тем не менее, победу вновь одержала правящая коалиция Союз за президентское большинство (UMP), которая получила все 65 мест Национальной ассамблеи.

## Результаты
Результаты выборов 10 января 2003 года в Национальную ассамблею
| Партии и коалиции | Голоса | %    | Места |
| --- | ------ | ---- | ----- |
| Союз за президентское большинство (Union pour la Majorité Présidentielle) - Народное объединение за прогресс (Rassemblement populaire pour le Progrès) - Фронт за восстановление единства и демократии (Front pour la Restauration de l'Unité et de la Démocratie) - Национальная демократическая партия (Parti National Démocratique) - Социал-демократическая народная партия (Parti Populaire Social Démocrate) - Союз партизан за реформы (Union des Partisans de la Réforme) | 53 293 | 62,7 | 65    |
| Союз за демократические перемены (Union pour l’Alternance Démocratique) - Республиканский альянс за демократию (Alliance Républicaine pour la Démocratie) - Движение за демократическое обновление и развитие (Mouvement pour le Renouveau Démocratique et le Développement) - Джибутинская партия развития (Parti Djiboutien pour le Développement) - Джибутинский союз за демократию и законность (Union Djiboutienne pour la Démocratie et la Justice)                         | 31 660 | 37,3 | 0     |
| Недействительных/пустых бюллетеней | 6536   | 5,94 | —     |
| Всего (явка 48,4%) | 84 953 |      | 65    |
| Источник: ElectionGuide Архивная копия от 3 апреля 2013 на Wayback Machine |        |      |       |